# Aeroportul Ayr
Aeroportul Ayr (IATA: AYR, ICAO: YAYR) este un aeroport din Queensland, Australia.
Situat la o altitudine de 11 m, aeroportul dispune de o singură pistă.